# Коханки-вампірки
«Коханки-вампірки» (англ. The Vampire Lovers, 1970) — фільм жахів за оповіданням Джозефа Шерідана Ле Фаню «Кармілла». Фільм має два сиквели — «Пристрасть до вампіра» і «Близнюки зла»

## Сюжет
Дія відбувається в Штирії XIX століття. Після того, як сім'я вампірів Карнштайнів викрала сестру барона Хартога, той вирушає на пошуки, щоб припинити її муки. Відкривши труни вампірів, він забиває їм в груди осикові кілки. Тільки молодій Міркаллі вдається уникнути покарання.
Кілька років по тому вона з'являється під ім'ям Марцілла у генерала Шпільсдорфа і знайомиться з його племінницею Лаурою. Дівчата закохуються одна в одну, що для Лаури є дуже небезпечним: одного разу вона знайдена повністю знекровленою. Міркалла ж зникає і через деякий час знову з'являється, але вже під ім'ям Кармілла і знайомиться з найкращою подругою Лаури Еммою Мортон. Коли батько Емми Роджер вирушає у своїх справах, Карміллі вдається заманити в свою пастку Емму, а також її гувернантку.
Керуючий Рентон, стурбований тим, що відбувається, зв'язується з доктором і, незважаючи на скепсис останнього, вживає заходів, які в даній місцевості вважаються ефективними проти вампірів, а також повідомляє про те, що відбувається господареві. Але вже пізно. Коли Емму знаходять також знекровленою він разом з Шпільсдорфом, Хартогом і колишнім нареченим Лаури Карлом вирушають на пошуки Кармілли. Юнак намагається врятувати Емму, обезголовивши вампірку, але та перевтілюється. Тим часом Хартог, генерал і Мортон знаходять труну з тілом Міркалли. Шпільсдорф забиває їй в груди осиковий кілок, а потім обезголовлює.

## В ролях
| Актор         | Роль                                   |
| ------------- | -------------------------------------- |
| Інгрід Пітт   | Марцілла, Кармілла, Міркалла Карнштайн |
| Джордж Коул   | Роджер Мортон                          |
| Кейт О'Мара   | гувернантка                            |
| Пітер Кушинг  | генерал фон Шпільсдорф                 |
| Ферді Мейн    | доктор                                 |
| Дуглас Вілмер | барон Йоахім фон Хартог                |
| Мадлен Сміт   | Емма Мортон                            |
| Дон Аддамс    | графиня                                |
| Джон Фінч     | Карл Ебхардт наречений Лаури           |
| Піппа Стіл    | Лаура                                  |
| Харві Хол     | Рентон                                 |